# Bacio di Giuda (singolo)
Bacio di Giuda è un singolo del beatmaker italiano Ava, in collaborazione con il cantautore italiano Mida e del rapper italiano VillaBanks, pubblicato il 14 giugno 2024 dall'etichetta Warner Music Italy.

## Descrizione
Il brano, scritto dallo stesso cantante con Mida e VillaBanks, Gianmarco Grande, Marco Marra e Tommaso Santoni, è prodotto dallo stesso Ava con Marramvsic.

## Video musicale
Il video musicale è stato pubblicato in concomitanza all'uscita del brano attraverso il canale YouTube del beatmaker.

## Tracce
Testi e musiche di Francesco Avallone, Christian Prestato, Vieri Igor Traxler, Gianmarco Grande, Marco Marra, Tommaso Santoni.
1. Bacio di Giuda (feat. Mida e VillaBanks) – 2:47

## Classifiche
| Classifica (2024) | Posizione massima |
| ----------------- | ----------------- |
| Italia            | 21                |